# 弱唇褶山溪鲵
弱唇褶山溪鲵（学名：Batrachuperus cochranae）也称无唇褶山溪鲵，一种分布于中华人民共和国四川省西部山区的两栖动物，隶属于小鲵科山溪鲵属。

## 分类
曾于学者认为本种是西藏山溪鲵（B.tibetanus）、盐源山溪鲵（B.yenyuanensis）或山溪鲵（B.pinchonii）的同物异名，现一般被视为一有效种。

## 形态特征
本种主要特征为口部无唇皱，掌、蹠无角质，无掌、蹠突，犁骨齿呈弧形。

## 栖息地
本种生活于四川省宝兴县和小金县海拔3500～4000米的高山区，多栖息于植被繁茂、地面极为阴湿的环境中。常见于药用植物羌活根部潮湿的土壤上。